# Louise Barnes
Louise Barnes (sinh ngày 26 tháng 4 năm 1974) là một nữ diễn viên người Nam Phi. Barnes được công nhận ở Nam Phi cho các vai trò khác nhau trong các bộ phim và phim truyền hình được sản xuất tại địa phương '. Cô được biết đến nhiều nhất với vai diễn trong bộ phim kinh dị Nam Phi / Anh năm 2009, Surviving Evil, trong đó cô đóng cùng với Billy Zane, Christina Cole và Natalie Mendoza. Cô cũng từng đóng Miranda Barlow trong loạt phim truyền hình Mỹ 2014 Black Sails, được sản xuất bởi Michael Bay và Jonathan E. Steinberg.

## Cuộc sống và giáo dục
Barnes sinh ra ở KwaZulu-Natal và tốt nghiệp tại Đại học Witwatersrand với Bằng danh dự về Nghệ thuật Sân khấu. Cô sống ở Johannesburg cùng chồng và con gái. Cô đã từng đồng sở hữu một studio sức khỏe sau khi được đào tạo tại Hoa Kỳ với tư cách là người hướng dẫn tập yoga Bikram. Cô đã nhận được sự hoan nghênh quan trọng cho màn trình diễn của mình trong loạt phim Scandal! trong đó cô đã giành được một giải thưởng SAFTA cho Nữ diễn viên xuất sắc nhất trong Xà phòng TV.

## Nghề nghiệp
Barnes đã đóng vai chính trong nhiều bộ phim và loạt phim do Nam Phi sản xuất bao gồm Egoli, 7de Laan, Binnelanders, Scandal!, Sorted, Suburban Bliss, S.O.S. và đồng sản xuất Nam Phi / Canada Jozi-H. Cô xuất hiện trong loạt phim truyền hình Mỹ 2014 Black Sails, mà cô đã nhận được sự hoan nghênh quan trọng cho diễn xuất của mình. Giải trí hàng tuần gọi nhân vật của cô là "hấp dẫn" và "bí ẩn". Cô đã thể hiện lại vai diễn của mình trong phần hai được quay tại Cape Town, Nam Phi và phát sóng vào năm 2015.